# Welträtsel

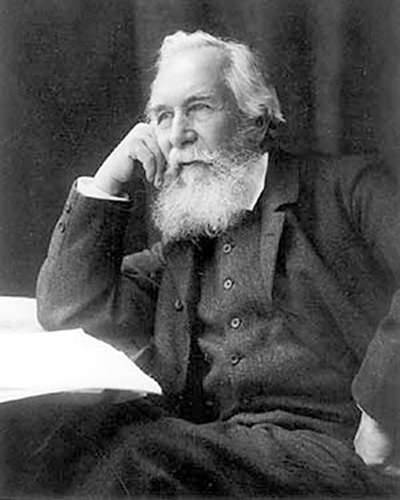
Ernst Haeckel escreveu sobre o Enigma do Mundo em 1895

O termo "enigma do mundo" ou "Welträtsel" foi associado, por mais de 100 anos, à Friedrich Nietzsche (que mencionou Welträthsel em vários de seus escritos) e ao biólogo – filósofo Ernst Haeckel, que, como professor de zoologia na Universidade de Jena, escreveu o livro Die Welträthsel em 1895 – 1899, na grafia moderna Die Welträtsel (lit.  "Os Enigmas do Mundo"), com a versão em inglês publicada sob o título The Riddle of the Universe, 1901.
O termo "enigma do mundo" diz respeito à natureza do universo e ao significado da vida.
A pergunta e a resposta do Enigma do Mundo também foram examinadas como inspiração ou significado alegórico em algumas composições musicais, como a progressão harmônica não resolvida no final de Also sprach Zarathustra (1896) do compositor Richard Strauss.

## Vista de Nietzsche

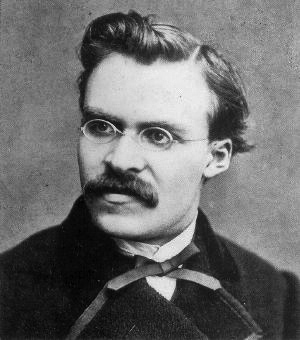
Friedrich Nietzsche

Friedrich Nietzsche referiu-se ao "Enigma do Mundo" (Welträthsel) em vários de seus escritos; no entanto, sua influência direta foi limitada a alguns anos, por causa de sua saúde debilitada. 

## Vista de Haeckel
Ernst Haeckel via o Enigma do Mundo como uma questão dupla da forma: "Qual é a natureza do universo físico e qual é a natureza do pensamento humano?" que ele explicou, em uma palestra em 1892, teria uma única resposta, uma vez que os humanos e o universo estavam contidos em um sistema, um mono-sistema:

O "exigente" Berlin fisiologista excluiu esse conhecimento de sua mente e, com uma miopia quase inconcebível, colocou essa questão neurológica especial ao lado do grande "enigma do mundo", a questão fundamental da substância, a questão geral da conexão entre matéria e energia. Como observei há muito tempo, essas duas grandes questões não são dois "enigmas do mundo" separados. O problema neurológico da consciência é apenas um caso especial do problema que tudo abrange
cosmológico, a questão da substância. "Se entendemos a natureza da matéria e da energia, devemos também entender como a substância subjacente pode sentir, desejar e pensar sob certas condições." A consciência, assim como o sentimento e a vontade, entre os animais superiores é um trabalho mecânico dos células ganglionares e, como tal, deve ser transportada de volta aos eventos químicos e físicos no plasma destes.— Ernst Haeckel, Monism as Connecting Religion and Science

Haeckel havia escrito que o comportamento e os sentimentos humanos poderiam ser explicados, dentro das leis do universo físico, como "trabalho mecânico das células ganglionares", conforme declarado.

## Visão de William James
O filósofo e psicólogo William James questionou a atitude de pensar que uma única resposta se aplica a tudo ou a todos. Em seu livro Pragmatismo (1907), ele satirizou o enigma do mundo da seguinte maneira:

Todas as grandes respostas de uma única palavra para o enigma do mundo, como Deus, o Um, Razão, Lei, Espírito, Matéria, Natureza, Polaridade, o Processo Dialético, a Ideia, o Ser, a Superalma, atraem o admiração que os homens têm derramado sobre eles a partir desse papel oracular. Por amadores de filosofia e profissionais, o universo é representado como uma espécie estranha de esfinge petrificada, cujo apelo ao homem consiste em um desafio monótono aos seus poderes divinos. A verdade: que ídolo perfeito da mente racionalista!— William James, Pragmatism, 1907

## Emil du Bois-Reymond
Emil du Bois-Reymond usou o termo "Enigma do Mundo" em 1880 para sete grandes questões da ciência, como a natureza última da matéria e a origem de sensações simples. Em uma palestra para a Academia de Ciências de Berlim, ele declarou que nem a ciência nem a filosofia poderiam explicar esses enigmas.